# Phaonia rufipalpis
Phaonia rufipalpis este o specie de muște din genul Phaonia, familia Muscidae. A fost descrisă pentru prima dată de Macquart în anul 1835. Conform Catalogue of Life specia Phaonia rufipalpis nu are subspecii cunoscute.